# Banos
Banos (gaskonsko Banòs) je naselje in občina v francoskem departmaju Landes regije Akvitanije. Naselje je leta 2009 imelo 247 prebivalcev.

## Geografija
Kraj leži v pokrajini Gaskonji 23 km jugozahodno od Mont-de-Marsana.

## Uprava
Občina Aurice skupaj s sosednjimi občinami Audignon, Aurice, Bas-Mauco, Cauna, Coudures, Dumes, Eyres-Moncube, Fargues, Montaut, Montgaillard, Montsoué, Saint-Sever in Sarraziet sestavlja kanton Saint-Sever s sedežem v Saint-Severu. Kanton je sestavni del okrožja Mont-de-Marsan.

## Zanimivosti
- cerkev sv. Petra;